# پژوهشگاه سرطان آلمان

لوگو

مرکز تحقیقات سرطان آلمان (به آلمانی: Deutsches Krebsforschungszentrum) مشهور به DKFZ، نام یک مؤسسه پژوهشی در شهر هایدلبرگ آلمان است که به تحقیق بر روی سرطان و زمینه‌های وابسته آن می‌پردازد.
این مرکز که به‌عنوان یک مرکز تحقیقاتی ملی در آلمان است، بزرگترین سازمان علمی در آلمان به‌شمار می‌رود.

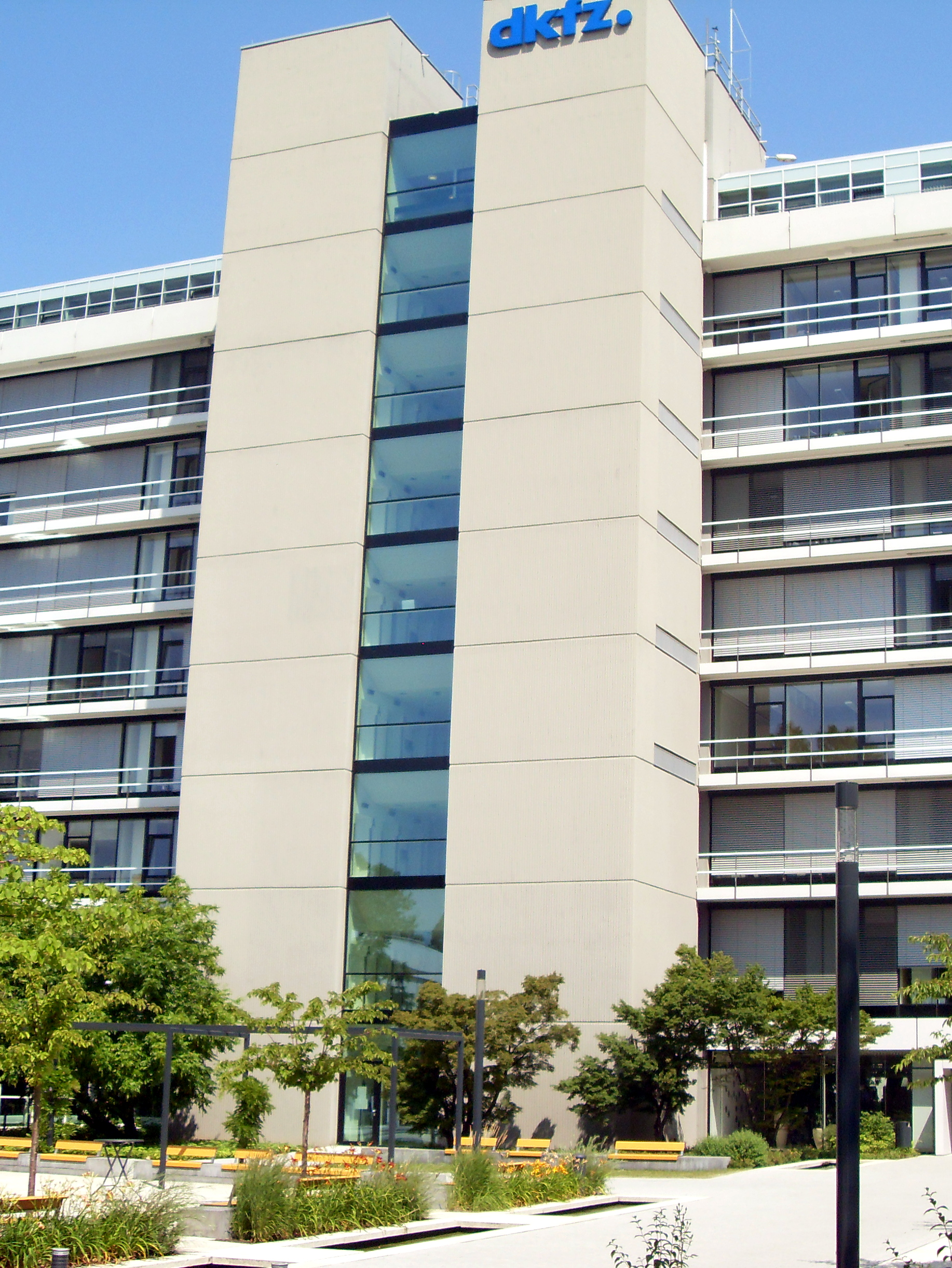
نمای ورودی اصلی پژوهشگاه سرطان آلمان

دی‌کی‌اف‌زد، در سال ۱۳۴۳ خورشیدی توسط جراح و سرطان‌شناس آلمانی، پروفسور کارل هاینریش باور تأسیس گردید و سال ۱۳۵۵ خورشیدی به عنوان یکی از مراکز تحقیقاتی ملی در ایالت بادن-وورتمبرگ آلمان شناخته شده‌است. این مرکز به عنوان عضوی از مراکز تحقیقاتی هلمولتز مستقل از دانشگاه هایدلبرگ آلمان می‌باشد.